# Șotrile
Șotrile – wieś w Rumunii, w okręgu Prahova, w gminie Șotrile. W 2011 roku liczyła 1007 mieszkańców.